# 1D-CFD-Systemsimulation von Wärme- und Stofftransport
Eindimensionale (1D) CFD-Systemsimulation ist eine Methode in der numerischen Strömungsmechanik (englisch computational fluid dynamics, CFD). Mit ihr ermittelt man strömungstechnische und thermische Größen, wie zum Beispiel Drücke, Druckverluste, Massenströme, Temperaturen und Wärmeübergänge für die verbundenen Elemente komplexer strömungstechnischer und wärmetechnischer Systeme und Anlagen. Die Simulation kann je nach Programm und Problem stationär und / oder instationär (zeitabhängig) erfolgen. Hierfür werden die entsprechenden Erhaltungsgleichungen (Navier-Stokes-Gleichungen, Energieerhaltung) gelöst. Die Verwendung konzentrierter Elemente, welche zu einem Strömungsnetzwerk verbunden werden, erlaubt die Modellierung verhältnismäßig großer Netzwerke und Anlagen bei minimalen Rechenzeiten. Anwendungen gibt es hierfür beispielsweise in Gestalt etwaiger, als Stromfäden modellierter, örtlicher, regionaler Netze für den Transport von Gasen (Gasversorgung). Wandreibung, Wärmeübergänge und Maschinencharakteristiken werden über Kennlinien berücksichtigt. Oftmals werden solche Programme auch mit externen Systemsimulationsmodellen oder mit dreidimensionalen numerischen Modellen (z. B. 3D-CFD-Strömungssimulationen) gekoppelt, um so effiziente hybride numerische Modelle zu entwickeln, die alle Vorteile – also Genauigkeit von 3D-Verfahren und die Effizienz der 1D-Verfahren – vereinen.
Ein Programm für 1D-CFD-Systemsimulation ist Flownex SE.